# Scarabaeus wilsoni
Scarabaeus wilsoni är en skalbaggsart som beskrevs av Waterhouse 1890. Scarabaeus wilsoni ingår i släktet Scarabaeus och familjen bladhorningar. Inga underarter finns listade i Catalogue of Life.